# Christophe Hamacek
Pas d'image ? Cliquez ici

a Compétitions nationales et continentales officielles uniquement.

Dernière mise à jour le 19 mars 2025.
Christophe Hamacek, né le 4 décembre 1966 à Orthez (Pyrénées-Atlantiques), est un joueur et entraîneur français de rugby à XV qui joue au poste de talonneur. Il fait ses débuts avec l'UAR Puyoô avant de se révéler à l'US Dax.

## Biographie

### Enfance et débuts
Christophe Hamacek est né à Orthez le 4 décembre 1966. Fils d'un agent EDF d'origine tchéque, il grandit à Bellocq, avant de commencer sa carrière de joueur au sein de l'Union athlétique du Rail puyolais, un club local,.

### Carrière de joueur
Christophe Hamacek rejoint ensuite l'Union sportive dacquoise, où il a passé l'essentiel de carrière. Il a ensuite joué avec le Saint-Paul Sports Rugby pendant trois saisons.
Il met un terme à sa carrière à 31 ans à la suite d'une blessure aux cervicales,.

### Carrière d'entraîneur
Après sa carrière de joueur, Hamacek se tourne vers l'entraînement. Il débute en 1995 à Salies-de-Béarn comme préparateur physique au sein de l'Association sportive salisienne, club évoluant en Fédérale 3. En 1997, il devient entraîneur principal de l'équipe, qu'il parvient à amener en haut de tableau de Fédérale 2. En 2001, il dirige les cadets Taddéi du comité du Béarn, menant l'équipe à deux titres de champion de France avec des joueurs comme Lionel Beauxis et Fabien Cibray, et également Benjamin Thiery, Jean-Baptiste Peyras-Loustalet et Sébastien Tillous-Borde.
En 2005, il rejoint Peyrehorade sports en Fédérale 2, avant de partir en 2009 pour l'US Tyrosse. Hamacek mène Tyrosse aux portes de la Pro D2, disputant une demi-finale d'accession perdue face à Béziers.
Christophe Hamacek poursuit son parcours à Montluçon Rugby en 2011, avant de quitter le club à la fin de la saison 2011-2012.
En novembre 2012, Hamacek est nommé entraîneur des avants à l'AS Béziers, en Pro D2, aux côtés d'Andrew Mehrtens et Manny Edmonds. Il arrive après un début de saison difficile pour le club, et, après une restructuration du staff, réussit à maintenir Béziers en Pro D2. Après le départ de Mehrtens en février 2013, Hamacek et Edmonds sont seuls à la tête du sportif. Hamacek prolonge son contrat de deux saisons, et stabilise l'équipe qui termine à la 10e place du championnat de Pro D2,.
La saison suivante (2013-2014) est éprouvante sur le plan sportif, et une altercation l'oppose au préparateur physique Eric Castagnet,. Lors de sa dernière saison à la tête du club (2014-2015), Hamacek est suspendu de banc pendant neuf matches en 2015 après sa conduite lors d'un match à Biarritz.
En fin de contrat en 2015, il quitte Béziers pour rejoindre le SU Agen, mais une mésentente avec le club l'amène à saisir le conseil de prud'hommes pour non respect d'une promesse d'embauche,, où il obtient gain de cause en 2018.
Après cette épreuve, Hamacek prend la direction du Rugby Athletic Club angérien en 2016 en Fédérale 1. Christophe Hamacek reste le manager lors de  la fusion du RACA et de l’US Cognac la saison suivante pour former l'Union Cognac Saint-Jean-d'Angély.  Hamacek dirige le nouveau club de 2017 à 2020, en Fédérale 1. 
En 2020, Christophe Hamacek prend en charge les avants du Rouen NR en Pro D2, aux côté de Richard Hill. Il est démis de ses fonctions en décembre 2020,.
En 2021, il devient l'entraîneur des avants du Stade langonnais. Sous sa direction, l'équipe connaît un renouveau spectaculaire et, pour la première fois en dix ans, accède aux phases finales du championnat. En 2023, le club remporte la Fédérale 1 en 2022-2023, et la saison suivante, il gagne également la Nationale 2 en 2023-2024, ce qui permet à Langon de monter en Nationale, le troisième échelon du rugby français.

## Palmarès
- Vainqueur du championnat de France de 1re division fédérale 2022-2023.
- Vainqueur du championnat de France de Nationale 2 2023-2024

## Vie privée
De 2018 à 2024, il est propriétaire d'un restaurant à Salies-de-Béarn, situé à proximité des thermes de la Cité du Sel.